# Богоря (гмина)
Богоря (пол. Bogoria) — городско-сельская гмина (волость) в Польше, входит как административная единица в Сташувский повет, Свентокшиское воеводство. Население — 8059 человек (на 2004 год).

## Демография
| Перепись                       | Всего   | Всего | Женщины | Женщины | Мужчины | Мужчины |
| ------------------------------ | ------- | ----- | ------- | ------- | ------- | ------- |
| Единицы                        | человек | %     | человек | %       | человек | %       |
| Население                      | 8059    | 100   | 4006    | 49,7    | 4053    | 50,3    |
| Плотность населения (чел./км²) | 65,3    | 65,3  | 32,5    | 32,5    | 32,8    | 32,8    |

## Соседние гмины
1. Гмина Иваниска
2. Гмина Климонтув
3. Гмина Ракув
4. Гмина Сташув